# 25. april-broen
25. april-broen (Portugisisk: Ponte 25 de Abril) er en hængebro i Lissabon, Portugal. Det er en 2.277 meter lang bro med et et frit spænd på 1.012 meter.

## Historie
Broen blev indviet 1966 og kaldt Salazar-broen (Ponte Salazar) efter premierminister António de Oliveira Salazar.
Efter Nellikerevolutionen i 1974 fik den det nye navn 25. april-broen efter revolutionsdagen.